# عبد الله ديالو
عبد الله ديالو (بالفرنسية: Abdoulaye Diallo)‏ (مواليد 30 مارس 1992 في رانس - فرنسا) لاعب كرة قدم فرنسي يلعب حاليا لصالح نادي الدرجة الأولى رين الفرنسي منذ 2007 في مركز حارس مرمى .

## روابط خارجية
- عبد الله ديالو على موقع الاتحاد الدولي (مؤرشف)  (الإنجليزية)
- عبد الله ديالو على موقع اتحاد تركيا (لاعب) (الإنجليزية)
- عبد الله ديالو على موقع رابطة كرة القدم الفرنسية للمحترفين (الإنجليزية)
- عبد الله ديالو على موقع قاعدة بيانات كرة القدم.إي يو (الإنجليزية)
- عبد الله ديالو على موقع ناشيونال فوتبول تيمز (الإنجليزية)
- عبد الله ديالو على موقع Soccerway.com (الإنجليزية)
- عبد الله ديالو على موقع عالم كرة القدم.نت (الإنجليزية)
- عبد الله ديالو على موقع كووورة
- عبد الله ديالو على موقع AS.com (الإسبانية)